# 欧尔
欧尔（法語：Aure，法語發音：[ɔʁ] ⓘ）是法国大東部大區阿登省的一个市镇，属于武济耶区。

## 地理
欧尔（49°16'27"N, 4°38'8"E）面积12.72 平方千米，位于法国大東部大區阿登省，该省份为法国北部内陆省份，西接埃纳省，南至马恩省，东临默兹省，北与比利时接壤。
与欧尔接壤的市镇（或旧市镇、城区）包括：利里、芒尔、马尔沃-维约、索姆皮-塔于尔。
欧尔的时区为UTC+01:00、UTC+02:00（夏令时）。

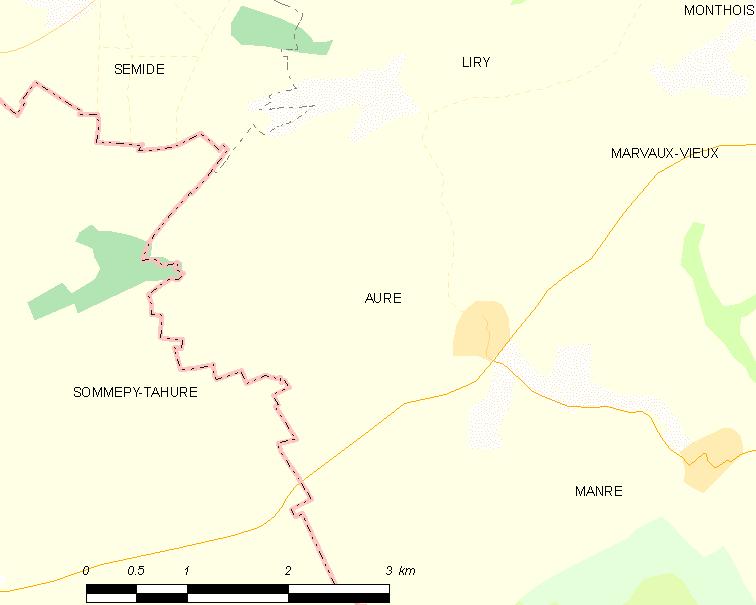
欧尔的OSM定位图

## 行政
欧尔的邮政编码为08400，INSEE市镇编码为08031。

## 政治
欧尔所属的省级选区为阿蒂尼县。

## 人口

1962-2008年间欧尔人口变化图示

欧尔于2022年1月1日时的人口数量为38人。